# Boszczynek
Boszczynek est une localité polonaise de la gmina de Skalbmierz, située dans le powiat de Kazimierza en voïvodie de Sainte-Croix.